# Grande Prêmio da Grã-Bretanha de 1971
Resultados do Grande Prêmio da Grã-Bretanha de Fórmula 1 realizado em Silverstone em 17 de julho de 1971. Sexta etapa da temporada, foi vencida pelo britânico Jackie Stewart, da Tyrrell-Ford.

## Classificação da prova
| Pos. | Nº | Piloto               | Construtor            | Voltas | Tempo/Diferença  | Grid | Pontos |
| ---- | -- | -------------------- | --------------------- | ------ | ---------------- | ---- | ------ |
| 1    | 12 | Jackie Stewart       | Tyrrell-Ford          | 68     | 1:31:31.5        | 2    | 9      |
| 2    | 18 | Ronnie Peterson      | March-Ford            | 68     | + 36.1           | 5    | 6      |
| 3    | 1  | Emerson Fittipaldi   | Lotus-Ford            | 68     | + 50.5           | 4    | 4      |
| 4    | 26 | Henri Pescarolo      | March-Ford            | 67     | + 1 volta        | 17   | 3      |
| 5    | 24 | Rolf Stommelen       | Surtees-Ford          | 67     | + 1 volta        | 12   | 2      |
| 6    | 23 | John Surtees         | Surtees-Ford          | 67     | + 1 volta        | 18   | 1      |
| 7    | 22 | Jean-Pierre Beltoise | Matra                 | 66     | + 2 voltas       | 15   |        |
| 8    | 17 | Howden Ganley        | BRM                   | 66     | + 2 voltas       | 11   |        |
| 9    | 16 | Jo Siffert           | BRM                   | 66     | + 2 voltas       | 3    |        |
| 10   | 14 | François Cevert      | Tyrrell-Ford          | 65     | + 3 voltas       | 10   |        |
| 11   | 20 | Nanni Galli          | March-Ford            | 65     | + 3 voltas       | 21   |        |
| 12   | 8  | Tim Schenken         | Brabham-Ford          | 63     | Câmbio           | 7    |        |
| NC   | 3  | Reine Wisell         | Lotus-Pratt & Whitney | 57     | Não classificado | 19   |        |
| NC   | 19 | Andrea de Adamich    | March-Alfa Romeo      | 56     | Não classificado | 24   |        |
| Ret  | 10 | Peter Gethin         | McLaren-Ford          | 53     | Motor            | 14   |        |
| Ret  | 4  | Jacky Ickx           | Ferrari               | 51     | Motor            | 6    |        |
| Ret  | 5  | Clay Regazzoni       | Ferrari               | 48     | Pressão do óleo  | 1    |        |
| Ret  | 21 | Chris Amon           | Matra                 | 35     | Motor            | 9    |        |
| Ret  | 9  | Denny Hulme          | McLaren-Ford          | 32     | Motor            | 8    |        |
| Ret  | 25 | Derek Bell           | Surtees-Ford          | 23     | Suspensão        | 23   |        |
| Ret  | 6  | Mike Beuttler        | March-Ford            | 21     | Pressão do óleo  | 20   |        |
| Ret  | 2  | Dave Charlton        | Lotus-Ford            | 1      | Motor            | 13   |        |
| Ret  | 7  | Graham Hill          | Brabham-Ford          | 0      | Acidente         | 22   |        |
| Ret  | 11 | Jackie Oliver        | McLaren-Ford          | 0      | Acidente         | 16   |        |

## Tabela do campeonato após a corrida
|   | Pos. | Piloto             | Pontos |
| - | ---- | ------------------ | ------ |
|   | 1    | Jackie Stewart     | 42     |
|   | 2    | Jacky Ickx         | 19     |
| 2 | 3    | Ronnie Peterson    | 15     |
| 5 | 4    | Emerson Fittipaldi | 10     |
| 2 | 5    | Mario Andretti     | 9      |

|   | Pos. | Construtor   | Pontos |
| - | ---- | ------------ | ------ |
|   | 1    | Tyrrell-Ford | 42     |
|   | 2    | Ferrari      | 28     |
| 1 | 3    | March-Ford   | 15     |
| 1 | 4    | Lotus-Ford   | 13     |
| 2 | 5    | BRM          | 12     |

- Nota: Somente as primeiras cinco posições estão listadas. Em 1971 os pilotos computariam cinco resultados nas seis primeiras corridas do ano e quatro nas últimas cinco. Neste ponto esclarecemos: na tabela dos construtores figurava somente o melhor colocado dentre os carros de um time.